# Riksväg 23
Riksväg 23 är en ca 407 km lång svensk riksväg som går mellan Malmö och Linköping via Höör, Hässleholm, Osby, Älmhult, Växjö, Åseda, Virserum, Målilla, Hultsfred, Vimmerby och Kisa. Den är samskyltad med E22 till Rolsberga och med riksväg 34 från Målilla. Sträckan från Åseda norr om Växjö till Linköping tillfördes vägen i november 2007.

## Beskrivning av vägen
Riksvägens nummer och sträckning valdes för att det fanns behov av en väg mellan Malmö/Lund och Växjö, samt mellan Växjö och Linköping. Tidigare var det intresse att ha en riksväg mellan Gotlandsfärjan i Oskarshamn mot Växjö (nuvarande riksväg 37), samt även en genväg Oskarshamn-Malmö istället för E22.
Vägen är i sin helhet ytterst varierad och passerar alla de sydsvenska landskapstyperna som skog, slätt, spricksjöar och högland.
Vägen börjar söderifrån vid trafikplats Rolsberga på E22. Mellan Rolsberga och Höör går vägen i ett skånskt kuperat jordbrukslandskap. Detta är en av de sämsta bitarna längs hela riksvägen med mycket trafik igenom samhällen som Snogeröd, Gamla Bo och Höör. I Snogeröd går vägen i en tvär kurva och korsar riksväg 17 i en cirkulationsplats precis norr om byn. Vid Gamla Bo går vägen tvärs igenom Ringsjöarna på en bro som förbinder näsen med varandra och på varsin sida av bron går vägen igenom fritidsbebyggelse. Därtill kommer att det finns tvära kurvor på bägge sidan av bron med fastighetsutfarter som ansluter till riksvägen i kurvorna. Efter Gamla Bo går vägen uppför Orupsbacken, i närheten av ett gammalt sanatorium. Backen är ökänd bland förare av tung trafik för att vara svårforcerad vintertid. Efter att man åkt nedför en likadeles ganska brant utförssluttning befinner man sig inne i Höör. Vägen går rakt igenom hela samhället och korsar riksväg 13 i en rondell mitt i samhället. Vägen genom Höör karaktäriseras av att vägen kantas av villor med tillhörande utfarter, småindustrier och deras anslutningar till vägen samt ut/infarten till City Gross där det på helgerna ofta uppstår trafikkaos då bilarna ska försöka ta sig från stormarknaden ut på landsvägen. Vägverket har länge utrett en ny väg längs sträckan förbi alla samhällen mellan Höör och Rolsberga men det ser ut att dröja innan en sådan lösning genomförs. Istället har man hittills satsat på ett tredje körfält för tunga fordon i de kraftiga uppförslutningarna vid Orupsbacken, fler rondeller i Höör liksom vägavsmalningar för att minska hastigheten, mitträcken med flera åtgärder.
Från Höör och norrut blir vägen bättre, bredare och går förbi samhällen istället för igenom. Efter Höör tar skogslandskapet vid och efter Hässleholm är granskogen helt dominerande. Mellan Höör och Hässleholm passerar vägen igenom lövskogsbeklädda Nävlingeåsen och vägen bjuder stundtals på sköna vyer över landskapet. Vägen mellan Hässleholm och Älmhult är en 2+1-väg, relativt nybyggd och trafiksäker. Hästveda och Osby passeras men riksvägen undgår numera själva samhällena och passerar öster om dem båda. Vid trafikplats Östanå går vägen ihop med riksväg 19 från Kristianstad och fortsätter mot norr. Vägen är från Hässleholm och norrut relativt nybyggd rakt igenom den täta granskogen. För tjugo år sedan gick vägen inne i mängder med samhällen men sedan dess har man dragit om vägen.
Mellan Älmhult och Växjö blir det en betydligt smalare vägbredd, men är fortfarande nybyggd och går numera utanför flera samhällen som vägen tidigare gick rakt igenom. Vägen går rakt igenom flera av Kronobergs läns bästa jordbruksbygder som Grimslöv och Marklanda, och går tätt förbi Florence Stephens Huseby. Mellan Eneryda och Lövhult blir vägen märkbart bredare. Det är en s.k. flygraka som utgjorde landningsbanan på den numera avvecklade militära Eneryda flygbas.
I Växjö följer vägen Norrleden, en olycksbelastad motortrafikled. Efter att ha svängt av i Norremark kommer man in i Sandsbro. Vägen går sedan juni 2006 förbi Sandsbro längs Helgasjöns strand och är en 2+2 väg med planskilda korsningar, skyltad som motortrafikled, i 2,2 kilometer. Längs denna korta motortrafikled finns även en avfart i vardera körbanan mot Sandsbro, dock inga påfarter. Vid Sandsbrorondellen upphör denna nya väg och fortsätter sedan åt nordost.
Efter Sandsbro fortsätter riksvägen nordost i ett kuperat landskap och vägen når sin högsta punkt på vägen mot Åseda, vid Flybo strax efter Sjöatorpasjön är vägen uppe på 282 meters höjd. Riksväg 31 korsas i en trafikplats mitt ute i skogen, trafikplats Nottebäck. Strax öster om Åseda fortsätter riksväg 37, som tidigare var en del av riksväg 23, österut medan riksväg 23 svänger av norrut på den tidigare länsväg 138 som leder till Målilla och Hultsfred via Virserum. Från Målilla är vägen samskyltad med riksväg 34 till Linköping.

### Län och kommuner
Riksväg 23 passerar genom följande län och kommuner, räknat från syd till nord:
| - Skåne län - Malmö - Burlöv - Staffanstorp - Lund - Eslöv - Höör - Hässleholm - Östra Göinge - Osby |  | - Kronobergs län - Älmhult - Alvesta - Växjö - Uppvidinge |  | - Kalmar län - Hultsfred - Vimmerby |  | - Östergötlands län - Kinda - Linköping |

## Historia
Vägen hette före 1962 väg 56 Rolsberga-Sösdala, nr 71 Sösdala-Osby, nr 73 Osby-Skatelöv, nr 91 Skatelöv-Växjö. Sträckan Växjö-Målilla fanns bara som småvägar. För att åka Växjö-Oskarshamn åkte man väg 114 via Eke-Älghult-Högsby. Sträckan Målilla-Linköping var nr 121.
År 1962 ändrades alla nummer 1-160 i Sverige och Riksväg 23 infördes på sträckan Rolsberga-Osby-Växjö såsom idag, men sedan Växjö-Högsby-Oskarshamn.
I november 2007 ändrades 23:ans sträckning så vägen gick Växjö-Åseda-Målilla-Vimmerby-Linköping istället.
Vägen ersatte då länsväg 138 mellan Åseda och Målilla och blev skyltad gemensamt med riksväg 34 från Målilla till Linköping. Detta enligt Näringsdepartementet för att skapa ett enhetligt vägnummer från Linköping till Växjö igenom det småländska/östgötska inlandet. Sträckan Åseda-Högsby-Oskarshamn gavs namnet riksväg 37.
År 1946 gick vägen i samma sträckning som 2008, på sträckorna Rolsberga-Sätofta, förbi Höör och till östra sidan av Hässleholm, undantaget förbi Tjörnarp, och vissa uträtningar och förbättringar. Mellan Höör och Gulastorp strax söder om Hässleholm rätades vägen ut och breddades 1957-1959 till 12-13meters bredd. Igenom södra Höör från rondellen med Riksväg 13 till korsningen med Jägersbo och Sätofta byggdes en ny väg 1973-1974 och ersatte den gamla vägen genom Orups sanatorium och Höörs Gästgivaregård.
Det är nyare väg nästan hela vägen Hässleholm-Eneryda. Sträckan Hässleholm(Stoby)-Ballingslöv byggdes 1997-1999, Ballingslöv-Rävninge(söder om Hästveda) följer gammal sträckning ombyggd till 13metersväg på 1990-talet, medan Rävninge-Östanå byggdes 1993-1994. Sträckan Östanå-Osby är däremot från tidiga 1960-talet, byggd för nuvarande Riksväg 19 (då riksväg 14). Norr om Osby byggdes ny väg förbi Killeberg och Loshult 1992-1993, förbifart Älmhult till Eneryda 1984-1986. Sträckan Eneryda-Växjö följer 1940-talets väg förutom att en förbifart förbi Grimslöv-Skatelöv byggdes 1958 med en bro över dåvarande Karlshamn-Vislanda Järnväg. Sträckan mellan Eneryda och Ströby (16 km) byggdes om till 2+1-väg under perioden 2008-2011.. 

Förbifarten förbi Växjö, Norrleden är byggd på det tidiga 1980-talet, som en motortrafikled. Innan dess gick 23:an parallellt med dagens väg till den nådde riksväg 25 i Bergsnäs nära dagens trafikplats "Helgevärma", och sedan rakt genom stadens centrum på Storgatan. Denna sistnämnda sträcka var hårt trafikerad och Mörners väg byggdes 1966-1968 som en första förbifart för Växjös genomfartstrafik. Senare valde man att leda genomfartstrafiken utanför staden istället genom att bygga Norrleden.
År 2006-2007 byggdes Trafikplats Norremark och Norremark - Sandsbro (2,3 km), båda i Växjö. Trafikplats Norremark var inplanerat under byggtiden för Norrleden men projektet ströks och ersattes då med en trafikljuskorsning som kunde orsaka stora köer. Den nya vägen förbi Sandsbro skapade en 2+2-väg och flyttade trafiken utanför samhället.
Norr om Sandsbro byggdes vägen mellan Sandsbro och avfarten till Braås om till en 2+1-väg 2008-2010. Trafikplats Nottebäck byggdes 1993-1994. Den nuvarande vägen mellan Braås och Högsby förbi Åseda byggdes under 1970-talet, innan dess gick väg 23 över Älghult söder om dagens väg. Mellan Virserum och Målilla rustades vägen upp och byggdes om 1994-1995, förbifart Målilla byggdes 2010-2011. För sträckan Målilla-Linköping, se Riksväg 34.
2015 invigdes en ny trafikplats intill IKEA:s nya varuhus i Älmhult där Länsväg 120 mot Traryd och centrala Älmhult ansluter.

## Vägstandard
| Delsträcka                              | Delsträcka                              | Avstånd | Hastighet | Vägstandard                                                                                            |
| --------------------------------------- | --------------------------------------- | ------- | --------- | --- |
| Malmö Trafikplats Kronetorp             | Rolsberga Trafikplats Rolsberga         | 30 km   |           | Motorväg (2+2) Gemensam med E22.                                                                       |
| Rolsberga Trafikplats Rolsberga         | Gamla Bo                                | 7 km    |           | Landsväg. 40-70 km/h genom Snogeröd.                                                                   |
| Gamla Bo                                | Höör Orup                               | 7 km    |           | Landsväg. 50 km/h genom Gamla Bo.                                                                      |
| Höör Orup                               | Höör Lilla Holma                        | 5 km    |           | Landsväg/stadsgata.                                                                                    |
| Höör Lilla Holma                        | Hässleholm Cirkulationsplats Ljunghuset | 30 km   |           | Landsväg. 50 km/h genom Tjörnarp.                                                                      |
| Hässleholm Cirkulationsplats Ljunghuset | Älmhult                                 | 45 km   |           | 2+1-väg. 70 km/h genom vissa korsningar.                                                               |
| Älmhult                                 | Liatorp                                 | 15 km   |           | Landsväg. 70 km/h genom vissa korsningar.                                                              |
| Liatorp                                 | Ströby                                  | 25 km   |           | 2+1-väg. 70 km/h genom vissa korsningar.                                                               |
| Ströby                                  | Marklanda                               | 10 km   |           | Landsväg.                                                                                              |
| Marklanda                               | Växjö Östra Räppe                       | 6 km    |           | Landsväg. 70 km/h genom vissa korsningar.                                                              |
| Växjö Östra Räppe                       | Växjö Trafikplats Norremark             | 6 km    |           | Motortrafikled (2+1) Gemensam med riksväg 25 och riksväg 30.                                           |
| Växjö Trafikplats Norremark             | Sandsbro                                | 6 km    |           | Motortrafikled (2+1) Gemensam med riksväg 37.                                                          |
| Sandsbro                                | Braås                                   | 19 km   |           | 2+1-väg. 70 km/h genom vissa korsningar. Gemensam med riksväg 37.                                      |
| Braås                                   | Kuttaboda                               | 30 km   |           | Landsväg. 70 km/h genom vissa korsningar. Gemensam med riksväg 37.                                     |
| Kuttaboda                               | Virserum                                | 20 km   |           | Landsväg. 50 km/h genom Virserum.                                                                      |
| Virserum                                | Kisa Kölefors                           | 90 km   |           | Landsväg. 40-80 km/h genom Kisa. 70 km/h genom vissa korsningar. Gemensam med riksväg 34 från Målilla. |
| Kisa Kölefors                           | Rimforsa                                | 14 km   |           | 2+1-väg. Gemensam med riksväg 34.                                                                      |
| Rimforsa                                | Skeda Udde                              | 19 km   |           | Landsväg. 70 km/h genom vissa korsningar. Gemensam med riksväg 34.                                     |
| Skeda Udde                              | Linköping Trafikplats Ryd               | 13 km   |           | 2+1-väg. 80 km/h närmast Linköping. 70 km/h genom vissa korsningar. Gemensam med riksväg 34.           |

## Trafikplatser, orter, korsningar och anslutande vägar
|                                                       | Nr | Namn                   | Skyltning                                                                                         |
| ----------------------------------------------------- | -- | ---------------------- | ------------------------------------------------------------------------------------------------- |
|                                                       |    | Trafikplats Rolsberga  | Malmö Lund Kristianstad Kalmar                                                                    |
|                                                       |    | Snogeröd               |                                                                                                   |
|                                                       |    |                        | Eslöv Landskrona Hörby                                                                            |
|                                                       |    | Gamla Bo               |                                                                                                   |
|                                                       |    | Ringsjön               |                                                                                                   |
|                                                       |    |                        | Jägersbo Orups sjukhus                                                                            |
|                                                       |    | Höör                   |                                                                                                   |
|                                                       |    |                        | Höör C                                                                                            |
|                                                       |    |                        | Ängelholm Ystad Hörby                                                                             |
|                                                       |    |                        | City Gross                                                                                        |
|                                                       |    |                        | Tjörnarp                                                                                          |
|                                                       |    |                        | Sösdala Häglinge                                                                                  |
|                                                       |    | Trafikplats Röinge     | Hässleholm Ignaberga Kristianstad                                                                 |
|                                                       |    | Trafikplats Läreda     | Kristianstad Helsingborg                                                                          |
|                                                       |    |                        | Stoby Grantinge                                                                                   |
|                                                       |    |                        | Broby Lönsboda                                                                                    |
|                                                       |    | Trafikplats Östanå     | Kristianstad Broby                                                                                |
|                                                       |    | Helge å                |                                                                                                   |
|                                                       |    |                        | Osby Glimåkra                                                                                     |
|                                                       |    |                        | Halmstad Osby Karlshamn                                                                           |
|                                                       |    |                        | Loshult Olofström                                                                                 |
|                                                       |    |                        | Älmhult                                                                                           |
|                                                       |    |                        | Traryd Älmhult                                                                                    |
|                                                       |    |                        | Tingsryd                                                                                          |
|                                                       |    | Helge å                |                                                                                                   |
|                                                       |    | Gottåsa vägskäl        | Alvesta Ryd Karlshamn                                                                             |
|                                                       |    | Växjö                  |                                                                                                   |
| Motortrafikled Helgevärma-Trafikplats Norremark       |    |                        |                                                                                                   |
|                                                       |    | Trafikplats Helgevärma | Halmstad Göteborg Jönköping Växjö C                                                               |
|                                                       |    | Trafikplats Araby      |                                                                                                   |
|                                                       |    | Trafikplats Hovshaga   |                                                                                                   |
|                                                       |    | Trafikplats Norremark  | Kalmar Karlskrona Riksväg 23 svänger                                                              |
| Landsväg Trafikplats Norremark-Trafikplats Björnvägen |    |                        |                                                                                                   |
|                                                       |    |                        | Oskarshamn Riksväg 23 svänger för norråtgående trafik                                             |
|                                                       |    |                        | Oskarshamn Riksväg 23 svänger direkt upp på motortrafikleden för södergående trafik               |
|                                                       |    | Trafikplats Björnvägen | Sandsbro                                                                                          |
| Motortrafikled Trafikplats Björnvägen-Sandsbro        |    |                        |                                                                                                   |
|                                                       |    | Trafikplats Sandsbro   | Sandsbro (endast avfarter, inga påfarter)                                                         |
|                                                       |    | Tofta kanal            |                                                                                                   |
| Landsväg Sandsbro rondell-Linköping                   |    |                        |                                                                                                   |
|                                                       |    |                        | Rottne Sandsbro                                                                                   |
|                                                       |    | Eke vägskäl            | Lenhovda Dädesjö Rottne Eke Bussterminalen Eke vägskäl ligger precis intill                       |
|                                                       |    |                        | Braås                                                                                             |
|                                                       |    | Trafikplats Nottebäck  | Karlskrona Kalmar Vetlanda Bussterminalen Nottebäck ligger precis intill                          |
|                                                       |    |                        | Åseda Älghult                                                                                     |
|                                                       |    |                        | Oskarshamn Kalmar Riksväg 23 svänger                                                              |
|                                                       |    |                        | Vetlanda                                                                                          |
|                                                       |    | Virserum               |                                                                                                   |
|                                                       |    | Hultarp                | Järnforsen                                                                                        |
|                                                       |    | Virserumsån            |                                                                                                   |
|                                                       |    | Emån                   |                                                                                                   |
|                                                       |    | nära Gårdveda          | Vetlanda                                                                                          |
|                                                       |    | Målilla                |                                                                                                   |
|                                                       |    | Målilla                | Kalmar Linköping Oskarshamn Riksväg 23 svänger, härifrån samskyltad med Riksväg 34 till Linköping |
|                                                       |    | Hultsfred              | Mariannelund                                                                                      |
|                                                       |    | Stångån                |                                                                                                   |
|                                                       |    | Vimmerby               | Jönköping Västervik                                                                               |
|                                                       |    |                        | Vimmerby C och S, Rumskulla Astrid Lindgrens Värld                                                |
|                                                       |    |                        | Gamleby Horn                                                                                      |
|                                                       |    | Kisa                   |                                                                                                   |
|                                                       |    | Kisa                   | Eksjö Åtvidaberg                                                                                  |
|                                                       |    | Rimforsa               |                                                                                                   |
|                                                       |    | Kinda kanal            |                                                                                                   |
|                                                       |    |                        | Vikingstad Västervik Lambohov Linköpings lasarett                                                 |
|                                                       |    |                        | Jägarvallen Mjärdevi                                                                              |
|                                                       |    | Trafikplats Ryd        | Linköping C Motala                                                                                |